# Nancy Wesley
Nancy Wesley is een personage uit de soapserie Days of our Lives. De rol werd van 1998 tot 2003 gespeeld door actrice Patrika Darbo.

## Personagebeschrijving
Nancy is de manipulatieve vrouw van Craig Wesley die samen met Mike Horton campagne voerde om hoofdarts te worden in het ziekenhuis van Salem. Samen met Craig deed ze er alles aan om Mike in een slecht daglicht te stellen. Ze zei de hele tijd tegen Craig dat als hij geen hoofdarts werd ze van hem weg zou gaan en het geld van haar vader mee zou nemen. Nancy wordt schijnbaar bevriend met Carrie Brady, die campagne voert voor Mike en probeert hen samen te krijgen. Carrie is getrouwd met Austin Reed en een affaire met een getrouwde vrouw zou slecht zijn voor het imago van Mike. Uiteindelijk wordt Mike toch hoofdarts en na het feestje hiervoor zorgen Nancy en Craig ervoor dat Mike in een compromitterende positie wordt gevonden met een vrouw die hij niet kent.
Nancy denkt dat ze borstkanker heeft en wordt door Mike onderzocht, ze is erg bang maar uiteindelijk blijkt het loos alarm te zijn. Verpleegster Ali McIntyre is geobsedeerd door Mike na een kortstondige affaire die Mike verbrak vanwege zijn gevoelens voor Carrie. Craig en Nancy proberen Ali te overtuigen klacht in te dienen voor aanranding. Eind 1999 kiezen Carrie en Mike voor elkaar en verhuizen naar Israël. Craig wordt nu hoofdarts en beide personages worden vanaf nu goede mensen.
Nancy krijgt een telefoon uit een weeshuis en hoort dat haar dochter, Chloe Lane, die ze bij de geboorte afgestaan had voor adoptie in het weeshuis beland is. Nancy gaat naar daar, maar wil niets met Chloe te maken hebben tot ze haar hoort zingen. Nancy neemt haar mee naar huis en maakt Craig wijs dat ze de dochter is van een schoolvriendin en dat ze vroeger beloofd hadden aan elkaar dat als er hen iets zou overkomen ze voor elkaars kinderen zouden zorgen. Na een tijdje komt aan het licht dat Chloe de dochter is van Nancy. Ondanks druk van Craig en Chloe weigert Nancy te zeggen wie haar vader is. Nancy is erg jaloers als Chloe een band opbouwt met Craig terwijl ze zelf niet kan opschieten met haar dochter.
Uiteindelijk onthult Nancy dat ze op 16-jarige leeftijd verkracht werd door een zakenpartner van haar vader, dokter Frederick Sykes. Toen er leukemie werd vastgesteld bij Chloe had ze een beenmergtransplantatie nodig. Brady Black en Craig gingen op zoek naar Sykes en kwamen erachter dat hij niet de vader was van Chloe en na een test bleek dat Craig de vader was. Nancy had nu een enorm schuldgevoeld omdat ze vond dat Craig zoveel jaar verloren had met zijn dochter.
Om een geschikte donor te hebben voor Chloe besloten Craig en Nancy een nieuwe baby te krijgen. Ondanks gezondheidsproblemen volbracht Nancy de zwangerschap met succes. Toen de baby geboren was noemden ze haar Joy (vreugde), omdat ze vreugde in hun leven gebracht had.
Toen Chloe herstellende was van leukemie verhuisden Craig en Nancy naar New York. In 2004 kreeg Chloe een auto-ongeluk en was zwaargewond, Nancy keerde terug en moest aan iedereen vertellen dat Chloe dood was omdat ze niet wilde dat Brady haar verminkte gezicht zag.